# Myrmecophilus aequispina
Myrmecophilus aequispina är en insektsart som beskrevs av Lucien Chopard 1923. Myrmecophilus aequispina ingår i släktet Myrmecophilus och familjen Myrmecophilidae. Inga underarter finns listade i Catalogue of Life.